# 黑眼睛跨劇團
黑眼睛跨劇團，（英文：Dark Eyes Performance Lab）台灣舞台劇劇團，由詩人、電影及劇場導演、策展人、藝評家鴻鴻於2008年12月創立。
自2009年創團起，黑眼睛跨劇團開始作品，代表作包括《醜男子》、《跳舞吧！胖女孩》、《維妮音樂劇場》，《Taiwan 365─永遠的一天》，《黑鳥》、《活小孩》、《九歌3X3》等。

## 外部連結
- 黑眼睛跨劇團 （页面存档备份，存于）
- 黑眼睛跨劇團的Facebook專頁
- YouTube上的黑眼睛跨劇團頻道